# Vasili Mijlik
Vasili Ilich Mijlik (en ruso: Васи́лий Ильи́ч Мы́хлик; Soldatskoye, 29 de diciembre de 1922 - Moscú, 29 de diciembre de 1996) fue un piloto de Ilyushin Il-2 y comandante de escuadrón del 566.º Regimiento de Aviación de Asalto de la Fuerza Aérea Soviética durante la Segunda Guerra Mundial. Fue condecorado en dos ocasiones con el título de Héroe de la Unión Soviética. Tras la guerra, ascendió al rango de coronel y posteriormente se convirtió en ingeniero.

## Biografía

### Infancia y estudios
Vasili Mijlik nació el 29 de diciembre de 1922 en la pequeña localidad rural de Soldatskoye —en esa época situada en la gobernación de Jersón en la RSS de Ucrania— en el seno de una familia de campesinos ucranianos. En 1925 su familia se mudó a la ciudad de Krivói Rog, donde completó el décimo grado en la escuela local en 1940 antes de ingresar en el Ejército Rojo en noviembre.
En septiembre de 1941, después de graduarse en la Escuela Militar de Mecánica de Aeronaves de Volsk, comenzó a trabajar como mecánico de aeronaves en el 8.º Regimiento de Aviación de Caza de Reserva hasta que comenzó su entrenamiento como piloto en marzo. Desde entonces hasta diciembre de 1942, se formó en el 2.º Regimiento Independiente de Aviación de Entrenamiento, y de diciembre de 1942 a abril de 1943, continuó su formación en el Centro de Reentrenamiento de la 224.ª División de Aviación de Asalto.

### Segunda Guerra Mundial
A pesar de llegar al frente de guerra en abril de 1943 como piloto del 566.º Regimiento de Aviación de Asalto con el rango de sargento mayor, no realizó su primera misión de combate hasta el 12 de julio. Sin embargo, tras su bautismo de fuego, rápidamente comenzó a acumular más salidas de combate, totalizando cinco misiones en un solo día el 26 de julio. A pesar de ser derribado y tener que realizar un aterrizaje de emergencia el 31 de enero de 1944, él y su artillero lograron regresar sanos y salvos a su unidad pocos días después.
El 6 de agosto de 1944 fue nominado para recibir el título de Héroe de la Unión Soviética por haber realizado 105 salidas de combate a los mandos de un Il-2. Mijlik continuó ascendiendo rápidamente en su unidad, obteniendo el ascenso a comandante de escuadrón en noviembre de 1944. Ese mismo año fue admitido en el Partido Comunista. Mientras el escuadrón estuvo bajo su mando, sus tripulaciones realizaron 309 salidas y solo perdieron una aeronave. Además de realizar salidas de combate como comandante de escuadrón, asumió la responsabilidad del entrenamiento de vuelo, entrenando a seis nuevos pilotos en 1945. El 27 de marzo de 1945 fue nominado para una segunda estrella de oro, que recibió en junio. 
Al final de la guerra, se le atribuyeron 188 salidas de combate, en el curso de las cuales destruyó treinta y cinco tanques, dos depósitos de municiones, ocho baterías de artillería antiaérea, cinco locomotoras de vapor, diecinueve vagones de ferrocarril, 114 camiones y derribó un FW 190. A lo largo de la guerra, luchó en los frentes Oeste, de Briansk, de Leningrado y el Tercer Frente Bielorruso y participó en las batallas de Kursk, Orel, Krasnoye selso-Ropsha, Leningrado, Nóvgorod, Víborg, Narva, Tallin, Prusia Oriental, Königsberg y Sambia.

### Posguerra
Mijlik continuó sirviendo como navegante superior de su regimiento en tiempos de guerra hasta que fue transferido al 118.º Regimiento de Aviación de Asalto de la Guardia en junio de 1946, pero dejó el puesto en noviembre para asistir a la Academia Militar de la Fuerza Aérea, donde se graduó en 1951. Luego ocupó el puesto de piloto-inspector de técnica de vuelo en la 5.ª División de Aviación de Asalto de la Guardia hasta diciembre de 1952. Después trabajó brevemente como inspector de vuelo para el departamento de entrenamiento de combate de la fuerza aérea del Distrito Militar de Moscú antes de convertirse en el comandante adjunto de un regimiento de aviación de investigación en abril de 1953; sin embargo, dejó el puesto en julio para asumir el puesto de inspector de vuelo superior en el 4.º Centro de Uso de Combate de la Fuerza Aérea, donde permaneció hasta 1958.
De 1958 a 1960 fue inspector superior de vuelo de la Dirección de Entrenamiento de Aviación del Comité Central de la asociación paramilitar DOSAAF y, desde entonces hasta su retiro del servicio militar en 1966, fue oficial de servicio del puesto de mando de control de vuelo del Estado Mayor. A lo largo de su carrera, pilotó los aviones Il-2, Il-10, Il-28, MiG-17, Yak-11, Yak-12 y Yak-18. Tras retirarse del servicio militar con el rango de coronel en octubre de 1966, trabajó como ingeniero en una empresa de construcción, ascendiendo a ingeniero superior en 1967 y, finalmente, en 1976, se convirtió en jefe del departamento consolidado de reclutamiento de personal para la construcción de campo en las regiones del norte.

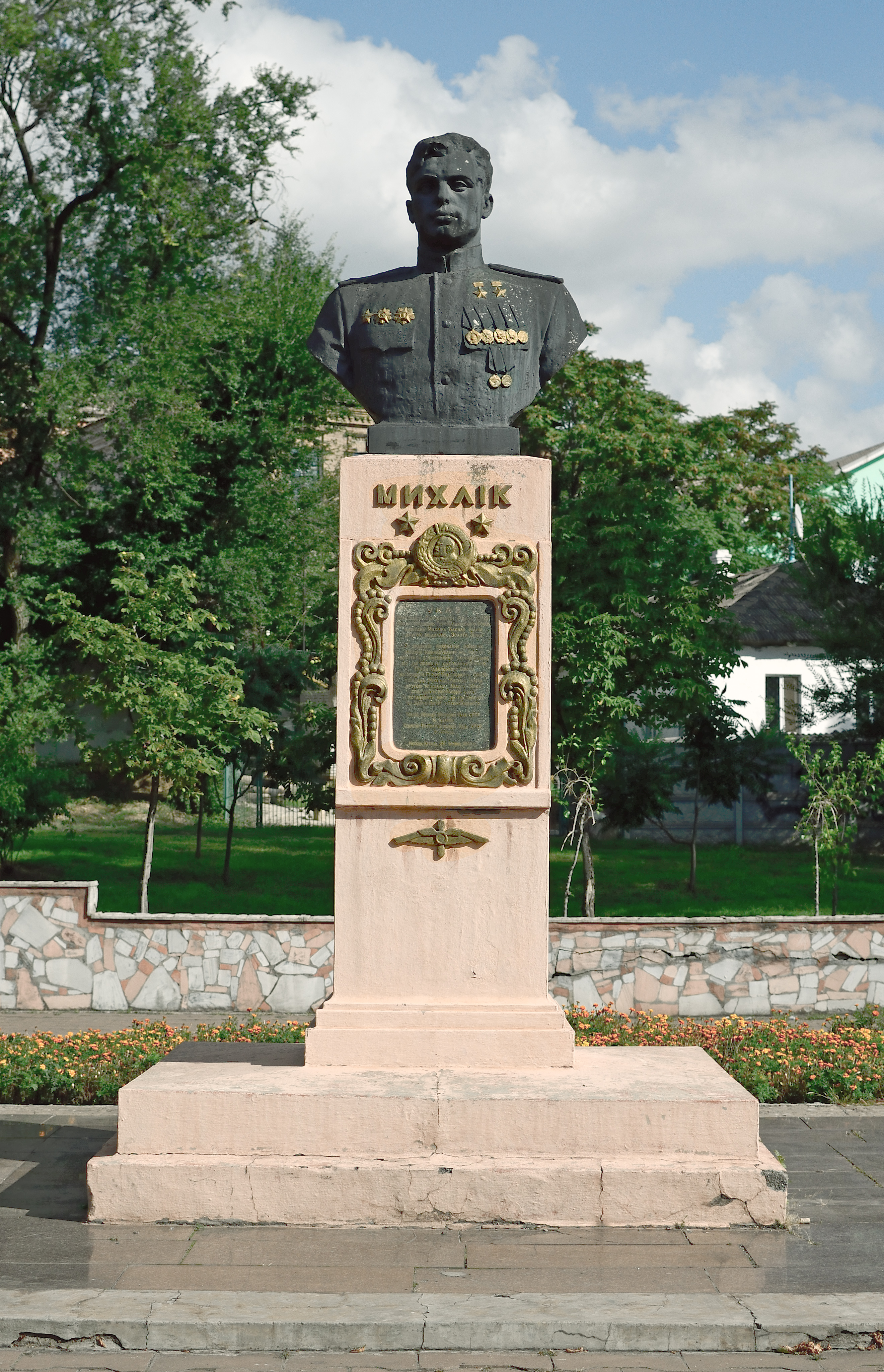
Busto de bronce en honor de Vasili Mijlik erigido en la ciudad ucraniana de Krivói Rog

Falleció el 29 de diciembre de 1996 en Moscú y fue enterrado en el cementerio Troyekúrovskoye.

## Condecoraciones
A lo largo de su vida recibió las siguientes condecoraciones
|  | Héroe de la Unión Soviética, dos veces (23 de febrero de 1945 y 29 de junio de 1945)                        |
|  | Orden de Lenin (23 de febrero de 1945)                                                                      |
|  | Orden de la Bandera Roja, tres veces (7 de septiembre de 1943, 21 de junio de 1944 y 22 de febrero de 1945) |
|  | Orden de Alejandro Nevski (5 de noviembre de 1944)                                                          |
|  | Orden de la Guerra Patria de 1.er grado, dos veces (25 de julio de 1944 y 11 de marzo de 1985)              |
|  | Orden de la Estrella Roja (31 de julio de 1943)                                                             |
|  | Medalla por el Servicio de Combate                                                                          |
|  | Medalla Conmemorativa por el Centenario del Natalicio de Lenin «Al valor militar»                           |
|  | Medalla por la Victoria sobre Alemania en la Gran Guerra Patria 1941-1945 (1945)                            |
|  | Medalla por la Defensa de Leningrado                                                                        |
|  | Medalla Conmemorativa del 20.º Aniversario de la Victoria en la Gran Guerra Patria de 1941-1945 (1965)      |
|  | Medalla Conmemorativa del 30.º Aniversario de la Victoria en la Gran Guerra Patria de 1941-1945 (1975)      |
|  | Medalla Conmemorativa del 40.º Aniversario de la Victoria en la Gran Guerra Patria de 1941-1945             |
|  | Medalla Conmemorativa del 50.º Aniversario de la Victoria en la Gran Guerra Patria de 1941-1945             |
|  | Medalla por la Conquista de Königsberg                                                                      |
|  | Medalla de veterano de las Fuerzas Armadas de la URSS                                                       |
|  | Medalla del 30.º Aniversario de las Fuerzas Armadas de la URSS                                              |
|  | Medalla del 40.º Aniversario de las Fuerzas Armadas de la URSS                                              |
|  | Medalla del 50.º Aniversario de las Fuerzas Armadas de la URSS                                              |
|  | Medalla del 60.º Aniversario de las Fuerzas Armadas de la URSS                                              |
|  | Medalla del 70.º Aniversario de las Fuerzas Armadas de la URSS                                              |
|  | Medalla por Servicio Impecable de 1.er grado                                                                |